# Castello di Hartheim
Il castello di Hartheim (in tedesco Schloss Hartheim) è un castello situato ad Alkoven, in Austria, nei pressi della città di Linz. È noto per essere stato uno dei sei centri di sterminio, Tötungsanstalt, dell'Aktion T4, il programma di «eutanasia» nazionalsocialista. 30.000 persone con disabilità e malattie mentali, detenuti nei campi di concentramento e lavoratori civili sono stati assassinati qui con monossido di carbonio.
Costruito nel corso del XVII secolo su strutture preesistenti, il castello è considerato una delle più importanti fortezze rinascimentali dell'Austria. Nel 1898, il principe Camillo Heinrich di Starhemberg, donò il castello alla Società di mutua assistenza dell'Alta Austria (Oberösterreichische Landeswohltätigkeitsverein) che, a partire dall'inizio del XX secolo e con l'aiuto di ulteriori donazioni, utilizzò il castello come istituzione per cure e riabilitazioni psichiatriche. Dopo la seconda guerra mondiale, l'edificio venne riconvertito in appartamenti. Dal 1969, la camera a gas è stata aperta ai visitatori. Il castello di Hartheim oggi è un memoriale dedicato alle decine di migliaia di persone che vi persero la vita, assassinate dai nazisti.

## Storia fino al 1938

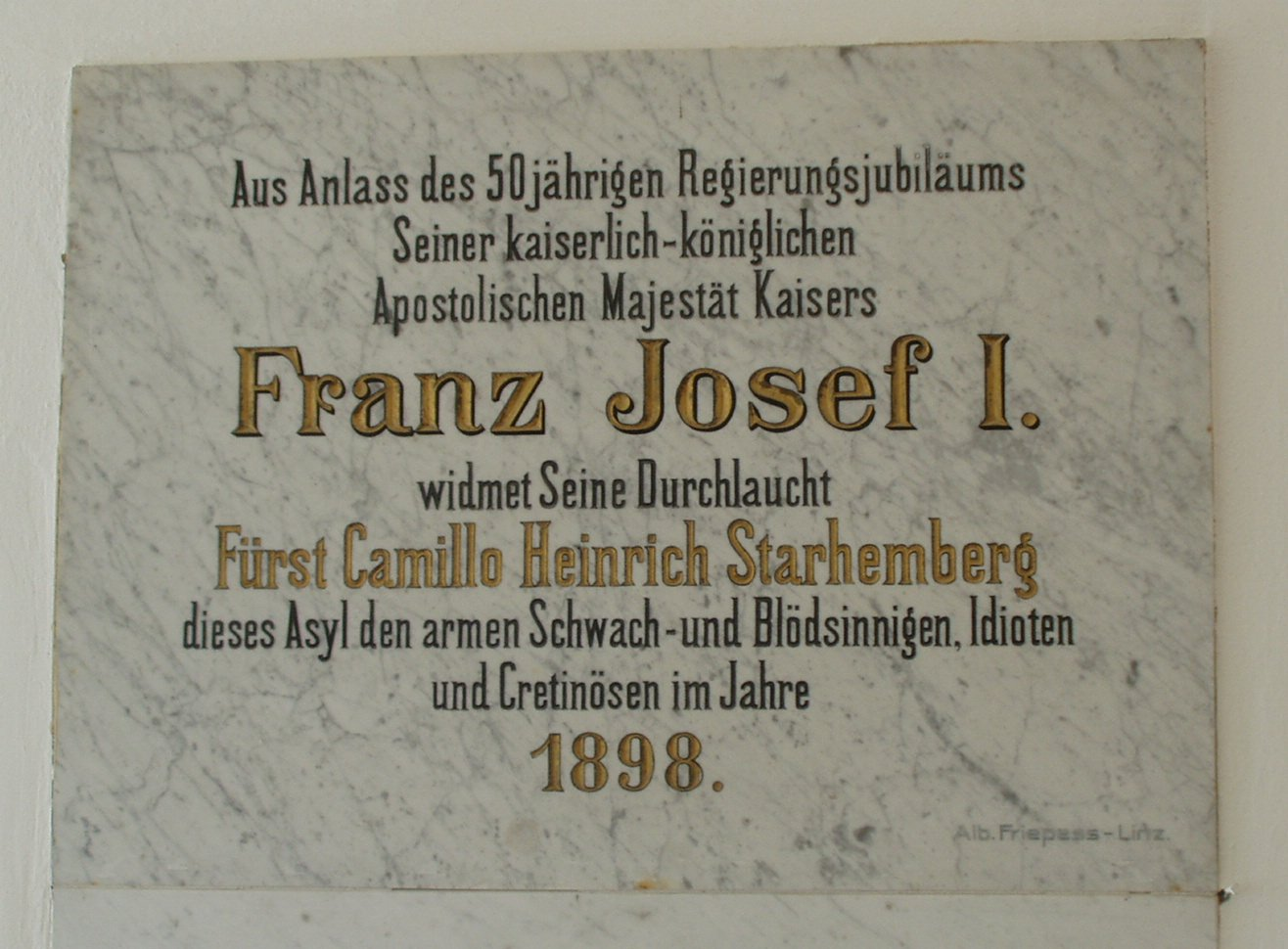
Targa commemorativa della donazione alla Società di mutua assistenza dell'Alta Austria nel 1898.

Hartheim sorge all'interno del cosiddetto Bacino di Eferding, che si sviluppa lungo il Danubio, da Ottensheim ad Aschach an der Donau. Su alcuni documenti del 1130 viene menzionata una famiglia di nome Hartheim, vassalli dei vescovi della diocesi di Passau in Baviera. Nel 1287 tre fratelli, Konrad, Peter e Heinrich von Hartheim, furono nominati proprietari del castello in base a un accordo di baratto con l'abbazia cistercense di Wilhering. Già dal 1323 l'edificio passò ad un'altra famiglia e da allora cambiò proprietà diverse volte. Sino alla metà del XIV secolo l'edificio era costituito da una sola torre e solo in seguito venne aggiunta una parte residenziale e venne circondato da una piccola muraglia con bastioni e fossati.
Intorno al XVII secolo il castello di Hartheim divenne proprietà della famiglia degli Aspen e fu probabilmente Jakob von Aspen che ordinò la costruzione dell'attuale castello, costruito in stile rinascimentale e costituito da un edificio regolare di quattro lati con quattro torri angolari poligonali e una torre centrale più alta: un castello di dimensioni piuttosto ridotte, molto simile a strutture che si trovano nelle sue vicinanze. Nel 1799 Georg Adam II, principe di Starhemberg, acquistò il castello che rimase di proprietà dei principi di Starhemberg per circa un secolo.
Dal 1896 iniziò però il netto declino del castello; il principe Camillo Heinrich di Starhemberg fece rimuovere gli interni pregiati, tra cui porte e soffitti intarsiati, per installarli nella sua residenza a Eferding. Due anni dopo, l'edificio venne donato alla Società di mutua assistenza dell'Alta Austria che utilizzò il castello come "istituto per ritardati e idioti", secondo il linguaggio popolare dell'epoca: disabili fisici e mentali vennero accolti nel castello e curati da suore. Nei primi dieci anni del XX secolo vennero attuati importanti lavori di ristrutturazione e ampliamento della struttura, per meglio adattarla alle esigenze di cura.

## Il periodo nazista

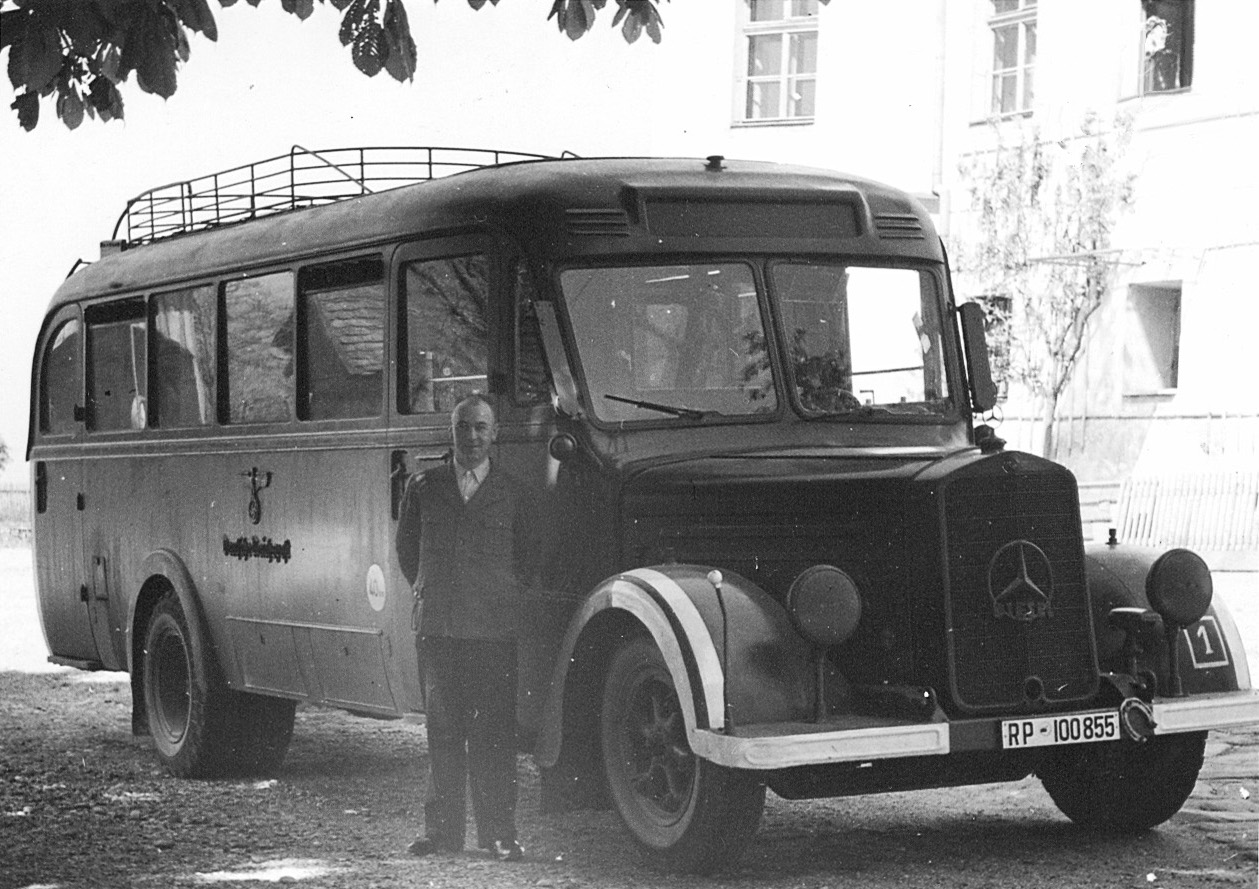
Autobus destinato al trasferimento di disabili da uccidere nel castello di Hartheim.

A partire dal 1938, il castello venne confiscato dai nazisti per ragioni strategiche: Hartheim si trovava in una posizione isolata, vicino alla linea ferroviaria e non lontano dal lager di Mauthausen. Per questo, a partire dal 1940, il castello di Hartheim divenne una delle sei istituzioni dove fu perpetrato il programma nazista di "eutanasia" Aktion T4: sotto il comando di Christian Wirth e in seguito di Franz Stangl e sotto la responsabilità medica di Rudolf Lonauer e Georg Renno vennero infatti soppresse decine di migliaia di persone affette da malformazioni, handicap fisici e psichiatrici o da malattie genetiche inguaribili, le cosiddette "vite indegne di essere vissute". Tra il maggio del 1940 e il settembre del 1941, durante i sedici mesi di durata ufficiale del programma T4,  nel solo castello di Hartheim, definito allora anche come "scuola di assassinio", vennero uccise 18.269 persone, principalmente per inalazione di monossido di carbonio all'interno di una camera a gas. Dal settembre 1941, il programma eutanasia venne interrotto: la resistenza da parte dei parenti delle vittime, le posizioni della chiesa locale, le informazioni rivelate al grande pubblico dal programma della BBC in lingua tedesca e i volantini distribuiti dagli alleati contribuirono alla cessazione del programma Aktion T4.
Hartheim raggiunse una particolare notorietà non solo perché fu il luogo dove vennero uccisi più disabili durante il T4, ma anche perché in seguito divenne parte dell'Aktion 14f13, un programma del Terzo Reich per l'eliminazione dei prigionieri provenienti dai vicini campi di concentramento e dichiarati inadatti o non più idonei al duro lavoro dei campi. Il programma 14f13 si abbatté quindi su persone ammalate, ferite o anziane, ma non solo: vennero dichiarati malati anche gli oppositori politici, i comunisti e i "fanatici polacchi". Anche durante il programma Aktion 14f13, Hartheim fu il luogo dove venne assassinato il maggior numero di prigionieri, circa 12.000, provenienti dai campi di Mauthausen, Gusen, Dachau, Ravensbrück e da altre località. Tra il 1940 e il 1944 vennero quindi assassinate ad Hartheim circa 30.000 persone, di questi oltre 300 furono gli italiani.
Dal novembre 1944 cominciò lo smantellamento degli impianti di sterminio presenti nel castello, vennero distrutte la camera a gas, le attrezzature del crematorio, il cosiddetto mulino delle ossa e ogni altra testimonianza che potesse rivelare le atrocità commesse. Dal gennaio 1945 cominciarono a rientrare le prime suore di carità e dopo qualche settimana l'occupazione nazista del castello di Hartheim cessò definitivamente.

## Dal secondo dopoguerra a oggi
Subito dopo la seconda guerra mondiale, il castello è servito per accogliere i profughi, i rifugiati e gli orfani di guerra e nel 1948 venne restituito alla Società di mutua assistenza dell'Alta Austria insieme alle pertinenze agricole. Gli indelebili segni dell'orrore degli anni precedenti resero però impossibile continuare a lavorare con i disabili al castello. Dopo la devastante alluvione del Danubio del 1954, le vittime delle inondazioni del paese di Alkoven vennero ospitate presso il castello di Hartheim e da allora è cominciata la trasformazione del castello in edificio residenziale dove vennero affittati trenta appartamenti.
Nel 1968, gli sforzi intrapresi dalla Società di mutua assistenza dell'Alta Austria per ripristinare il lavoro con i disabili donarono i loro frutti: nelle vicinanze del castello venne costituito l'Hartheim Institut e ripresero le cure e le riabilitazioni per malati psichici. Ma la Società di mutua assistenza dell'Alta Austria (oggi GSI Gesellschaft für soziale Initiativen, Associazione per Iniziative Sociali) era consapevole del dovere civile di mantenere viva la memoria delle vittime del programma di eutanasia nazista e quindi, nel 1969, venne istituito il primo memoriale all'interno del castello e per la prima volta fu aperta al pubblico la camera a gas.
Nel corso degli anni successivi, crebbe la convinzione che continuare a utilizzare il castello come edificio residenziale fosse in contrasto con la particolare situazione e la recente storia del luogo. Su iniziativa avviata nel 1995 dalla Verein Schloss Hartheim (Associazione del Castello di Hartheim) e grazie a una decisione del 1997 dello stato dell'Alta Austria, il castello di Hartheim venne trasformato completamente in luogo culturale di apprendimento e memoria. Nel 1999 vennero costruiti degli appartamenti alternativi per gli inquilini e contemporaneamente partirono le opere di ristrutturazione e restauro del castello stesso. I lavori durarono sino al 2003 e interessarono anche le pertinenze del castello. I restauri furono possibili grazie alla Gemeinnützige Schloss Hartheim GmbH (Organizzazione Non-profit per il Castello di Hartheim) e vennero finanziati dallo stato dell'Alta Austria e dal governo federale. Da allora, il castello di Hartheim è un sito commemorativo dedicato alle migliaia di persone che furono assassinate in quel luogo dai nazisti. Ospita un memoriale e una mostra permanente sul tema del "valore della vita".